# Ungurs
Ungurs eller Rustēgs er en sø i Pārgaujas novads,  på grænsen af Raiskuma- og Stalbes pagasts, og er med 3,936 kvadratkilometer den største sø i Gauja Nationalpark i det nordøstlige Letland. Søen er 2,9 kilometer lang, er syv meter på sit dybeste sted, og har en gennemsnitsdybde på 3½ meter. Den sydlige og sydvestlige del overgår i moseagtige områder, der hvor Ungurmosen begynder. Vandet som tilflyder fra mosen giver søens vand en brun farve. Eutrofieringen ligger på omkring syv procent. Der er konstateret ni forskellige slags fisk i søen. Der er mulighed for camping flere steder ved søens bredder.